# Wormwood (album de Marduk)
Pour les articles homonymes, voir Wormwood.
Albums de Marduk
Rom 5:12
(2007) Serpent Sermon
Wormwood est le onzième album studio du groupe de black metal suédois Marduk. L'album est sorti le 13 octobre 2009 sous le label Regain Records.

## Liste de morceaux
1. Nowhere No One Nothing
2. Funeral Dawn
3. This Fleshly Void
4. Unclosing The Curse
5. Into Utter Madness
6. Phosphorous Redeemer
7. To Redirect Perdition
8. Whorecrown
9. Chorus Of Cracking Necks
10. As A Garment

## Musiciens
- Mortuus – chant
- Morgan Steinmeyer Håkansson – guitare
- Magnus « Devo » Andersson – basse
- Lars Broddesson – batterie